# Bastien Canet

a Compétitions nationales et continentales officielles uniquement.

b Matchs officiels uniquement.
Bastien Canet, né le 29 juin 1993, est un joueur français de rugby à XIII qui évolue au Toulouse Olympique XIII. Il a été formé au Val de Dagne XIII et a connu le haut niveau avec l'ASC XIII dans le Championnat de France de rugby à XIII.
Il mesure 1,86 m et pèse 104 kg. Il joue au poste de pilier ou de seconde ligne.
Arrivé au Toulouse Olympique XIII à l'été 2015, il a activement participé à la montée du club en Championship au cours de la saison 2016, de par ses nombreuses titularisations, sa hargne et sa soif de vaincre.
Il est sélectionné en équipe de France pour prendre part à la première édition de Coupe du monde de rugby à 9 en 2019.

## Biographie
En 2021, dans le cadre d'une rencontre de préparation des Dragons Catalans, il est sélectionné dans le XIII du Président réunissant les meilleurs éléments du Championnat de France.

## Palmarès

### Collectif
- Vainqueur de la Coupe d'Europe : 2018 ( France)
  - Vainqueur du Championnat de France : 2022 et 2024 (Carcassonne).
- Vainqueur de la Coupe de France : 2019 et 2023 (Carcassonne).
- Finaliste du Championnat de France : 2015, 2019, 2021, 2023 et 2025 (Carcassonne).
- Finaliste de la Coupe de France : 2014 (Carcassonne).

## Détails en sélection
| Matchs internationaux de Bastien Canet                                 | Matchs internationaux de Bastien Canet | Matchs internationaux de Bastien Canet | Matchs internationaux de Bastien Canet | Matchs internationaux de Bastien Canet | Matchs internationaux de Bastien Canet | Matchs internationaux de Bastien Canet | Matchs internationaux de Bastien Canet | Matchs internationaux de Bastien Canet | Matchs internationaux de Bastien Canet | Matchs internationaux de Bastien Canet | Matchs internationaux de Bastien Canet |
|                                                                        | Date                                   | Adversaire                             | Résultat                               | Compétition                            | Poste                                  | Points                                 | Essais                                 | Pen.                                   | Drops                                  |                                        |                                        |
| ---------------------------------------------------------------------- | -------------------------------------- | -------------------------------------- | -------------------------------------- | -------------------------------------- | -------------------------------------- | -------------------------------------- | -------------------------------------- | -------------------------------------- | -------------------------------------- | -------------------------------------- | -------------------------------------- |
| 1.                                                                     | 22 mai 2015                            | Serbie                                 | 68-8                                   | Amical                                 | Troisième ligne                        | 0                                      | 0                                      | 0                                      | 0                                      |                                        |                                        |
| 2.                                                                     | 17 octobre 2018                        | Angleterre                             | 6-44                                   | Amical                                 | Pilier                                 | 0                                      | 0                                      | 0                                      | 0                                      |                                        |                                        |
| 3.                                                                     | 3 novembre 2018                        | Irlande                                | 24-10                                  | Coupe d'Europe                         | Remplaçant                             | 0                                      | 0                                      | 0                                      | 0                                      |                                        |                                        |
| 4.                                                                     | 10 novembre 2018                       | Écosse                                 | 28-10                                  | Coupe d'Europe                         | Remplaçant                             | 0                                      | 0                                      | 0                                      | 0                                      |                                        |                                        |
| Matchs internationaux de Bastien Canet sous l'équipe de France de neuf |                                        |                                        |                                        |                                        |                                        |                                        |                                        |                                        |                                        |                                        |                                        |
| 1.                                                                     | 18 octobre 2019                        | Liban                                  | 8-12                                   | Coupe du monde                         | Avant                                  | 0                                      | -                                      | -                                      | -                                      |                                        |                                        |
| 2.                                                                     | 19 octobre 2019                        | Angleterre                             | 4-38                                   | Coupe du monde                         | Avant                                  | 0                                      | -                                      | -                                      | -                                      |                                        |                                        |

### En club
| Saison    | Club        | Compétition           | Matchs | Points | Essais | Goals | Drops |
| --------- | ----------- | --------------------- | ------ | ------ | ------ | ----- | ----- |
| 2011-2012 | Carcassonne | Championnat de France | 2      | -      | -      | -     | -     |
| 2012-2013 | Carcassonne | Championnat de France | 9      | -      | -      | -     | -     |
| 2013-2014 | Carcassonne | Championnat de France | 11     | 4      | 1      | -     | -     |
| 2014-2015 | Carcassonne | Championnat de France | 16     | 20     | 5      | -     | -     |
| 2015-2016 | Toulouse    | Championship          | 18     | 48     | 17     | -     | -     |
| 2016-2017 | Toulouse    | Championship          | 28     | 40     | 10     | -     | -     |
| 2017-2018 | Toulouse    | Championship          | 23     | 32     | 8      | -     | -     |
| 2018-2019 | Carcassonne | Championnat de France | 15     | 32     | 8      | -     | -     |
| 2019-2020 | Carcassonne | Championnat de France | 11     | 12     | 3      | -     | -     |
| 2020-2021 | Carcassonne | Championnat de France | 6      | 4      | 1      | -     | -     |